# ベーカー島

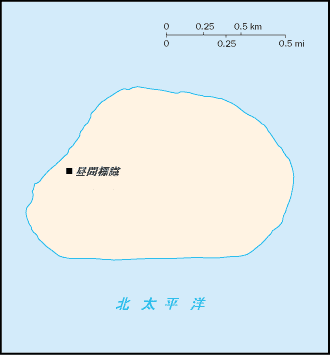
ベーカー島

ベーカー島（Baker Island）は、北太平洋にあるアメリカ合衆国領の無人島。合衆国領有小離島の1つ。1935年より入植が試みられ、メイヤートンという集落が作られたが、太平洋戦争開戦に伴う日本軍による攻撃により壊滅し、集落も放棄された。

## 概要
北緯0度13分 西経176度31分 / 北緯0.217度 西経176.517度に位置し、面積は1.64 km2。海岸総延長は4.8 km。港湾設備無し。島内には第二次世界大戦中に建設された滑走路があるが、植生に覆われており既に使用できない。淡水は得られない。海鳥などの隠れ場所となっている。
アメリカ合衆国魚類野生生物局管轄で国立野生保護区に指定され、合衆国未編入地域で領有小離島である。
標準時はUTC-12を採用しており、地球上で最も遅く新しい1日が始まる地域の一つである。

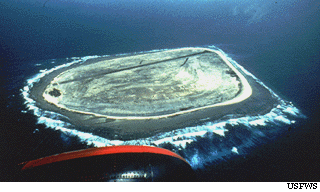
魚類野生生物局によるベーカー島航空写真

ベーカー島の非公式旗。ジャーヴィス島やハウランド島の非公式旗にも用いられている。

## 歴史
- 1818年 - アメリカのナンタケットの捕鯨船エクアトール号のイライシャ・フォルジャー船長が島を発見し、「ニューナンタケット」と呼ぶ。
- 1825年 - 同じくナンタケットの捕鯨船ローパー号のオベド・スターバック船長も島を発見。
- 1832年 -ニューベッドフォードの捕鯨船ギデオン・ハウランド号のマイケル・ベーカー船長が島を訪れ（1834年に訪れたとも)、自身の名前からベーカー島と命名。
- 1855年 - 1832年以降、何度も島に訪れていたベーカー船長が島を領有宣言し、ベーカー船長はアメリカのグアノ会社を設立する団体に島を売却した。
- 1857年 - ニューヨークのアメリカン・グアノ・カンパニーがハウランド島と共にベーカー島を所有。グアノ島法を利用しアメリカが領有。
- 19世紀後半に、アメリカ、イギリスの会社により、グアノの採掘がおこなわれた。
- 1935年 - ハウランド島とともに入植が試みられ、メイヤートンという集落が作られた。
- 1941年12月 - 第二次世界大戦が開始されると、同月中にメイヤートンは日本軍の攻撃により壊滅し、翌月までに島民は島外へ脱出し入植は結局放棄された。
- 大戦中の1943年9月にはアメリカ軍により1,665 mの滑走路が建設され、空軍の出撃拠点の一つとして年末まで利用された。

## 外部リンク

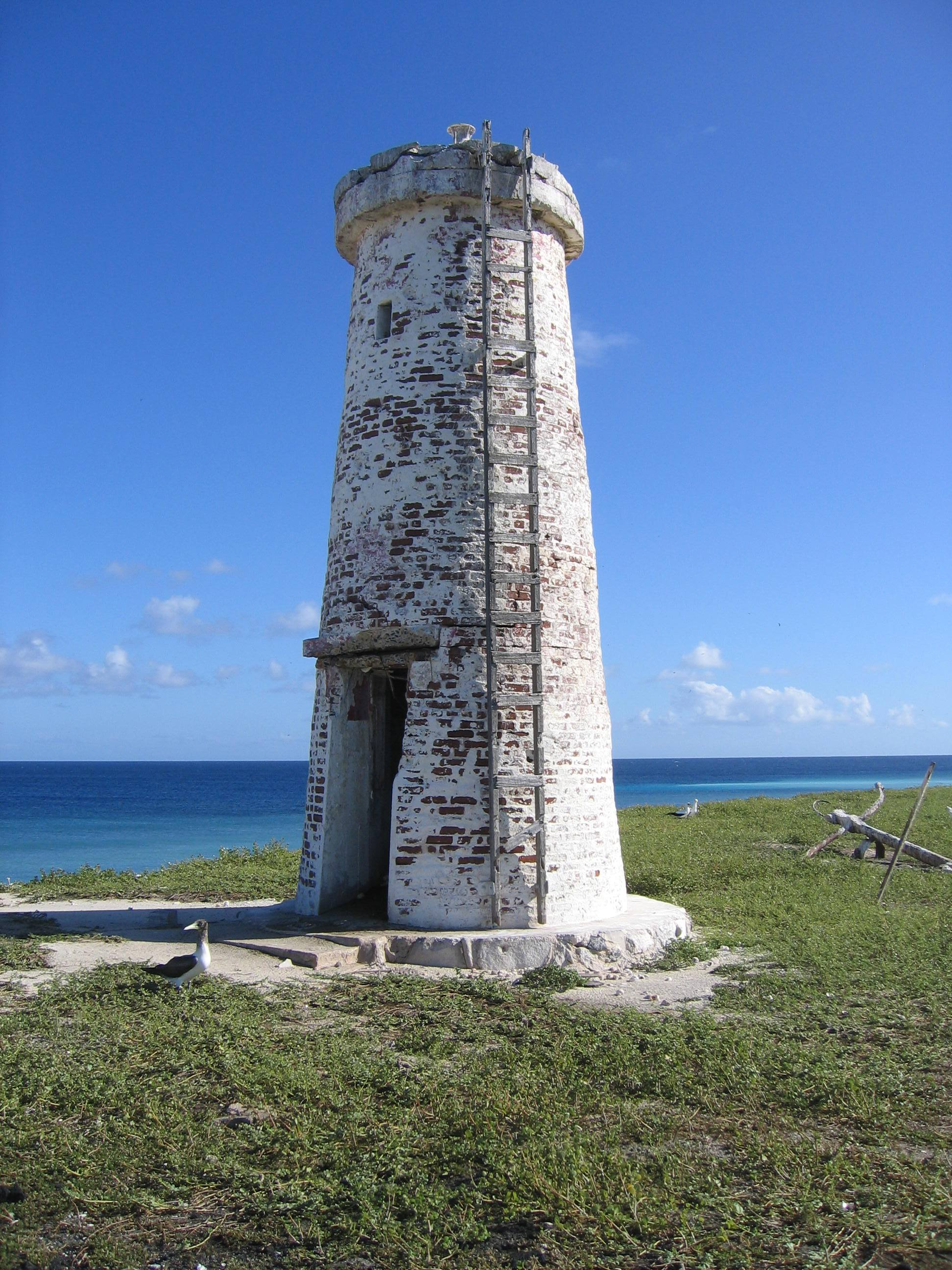
ベーカー島の昼間標識